# Edgar (Nebraska)
Edgar – miasto w Stanach Zjednoczonych, w stanie Nebraska, w hrabstwie Clay.